# 487
487 је била проста година.

## Догађаји
- Краљ Одоакар води војску у победу против Ругијана у Норику (модерна Аустрија).
- Јапански цар Кензо, стар 38 година, умире након само три године владавине.
- 28. јул – Бʼутз Ај Сак Цхиик постаје нови владар града-државе Маја Паленкуе, садашње државе Чијапас у јужном Мексику и влада до своје смрти 501. године.
- Латерански сабор, који је сазвао папа Феликс III, успоставља услове за поновни пријем у Цркву оних хришћана које су Вандали поново крстили.